# Маслов, Владимир Петрович
Владимир Петрович Маслов  (14 апреля 1925, село Красная Гора, Белебеевский район, Башкирская АССР — 28 сентября 1988) — советский военачальник, командующий Тихоокеанским флотом (11 сентября 1974 — 31 августа 1979), адмирал (29 апреля 1975). Кандидат в члены ЦК КПСС (1976—1981), депутат Верховного Совета РСФСР.

## Биография
Окончил Московскую военно-авиационную школу механиков (1942—1945), Высшее военно-морское училище имени М. В. Фрунзе (1946—1950), Высшие специальные офицерские классы ВМФ (1955—1956), Военную академию Генерального штаба Вооружённых Сил СССР (1964—1966).
Помощник старшего техника штурмового авиационного полка (1945), командир минно-торпедной боевой части, старший помощник командира (1951—1955), командир подводной лодки (1956—1957), начальник штаба (1958—1960), командир (1961) 25-й бригады подводных лодок, командир 3-й ДиПЛ (1961—1964), командир 11-й ДиПЛ (1966—1967), 1-й заместитель командующего (сентябрь 1968 г. — сентябрь 1974 г.), командующий (11 сентября 1974 г. — 31 августа 1979 г.) Тихоокеанским флотом, заместитель Главнокомандующего Объединёнными вооружёнными силами стран-участниц Варшавского договора по ВМФ (1 сентября 1979 г. — 22 апреля 1983 г.).
По воспоминанием старожилов села Красная Гора, родного для адмирала, он с детства мечтал стать моряком, бороздить морские просторы.
Похоронен в Москве на Новокунцевском кладбище.

## Награды
- Орден Ленина,
- Орден Октябрьской Революции,
- Орден Отечественной войны I степени,
- Орден Красной Звезды,
- Орден «За службу Родине в Вооружённых Силах СССР» III степени,
- Медали.